# Impluvium

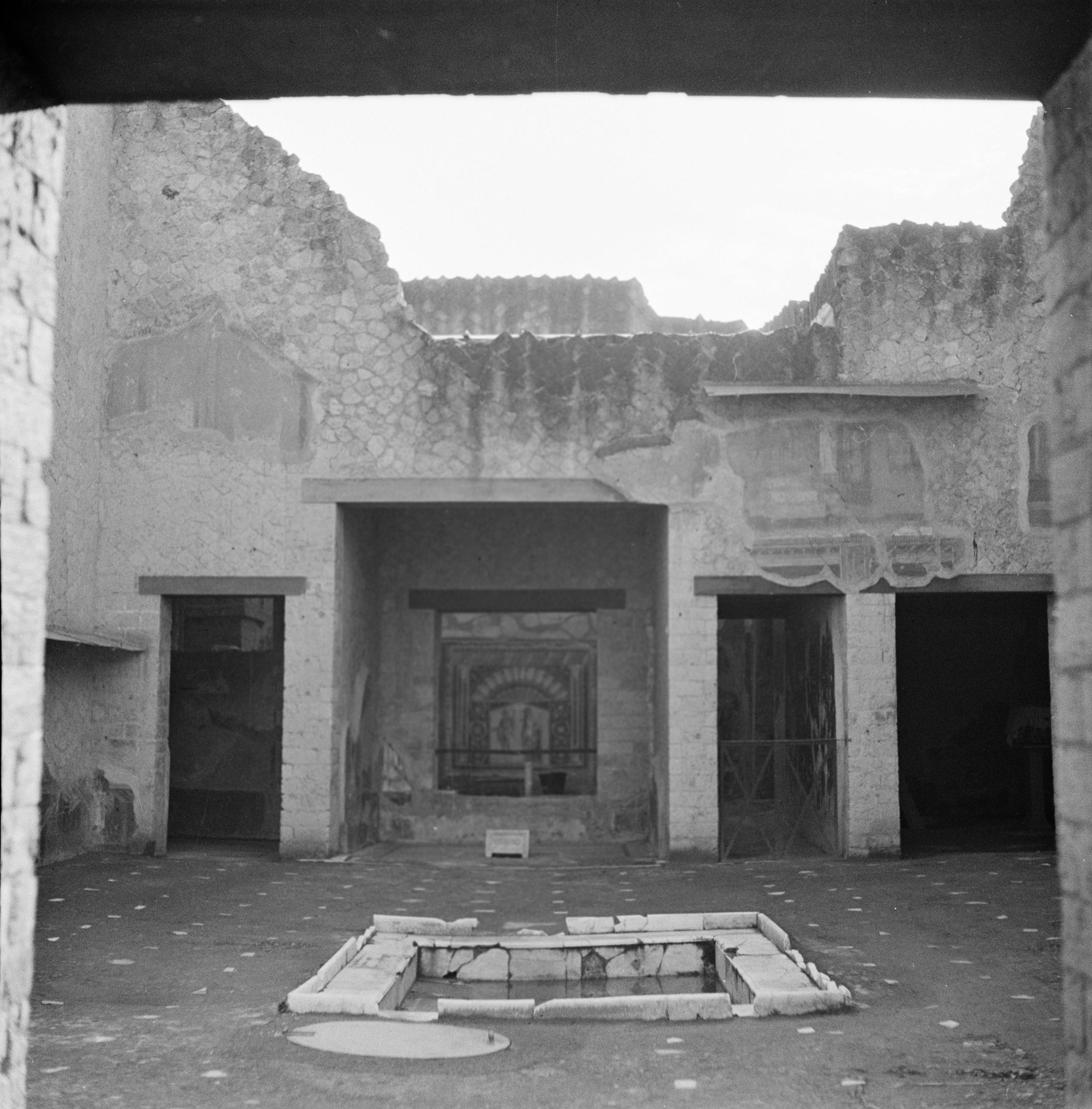
Impluvium i Herculaneum.

Impluvium kommer av latinets impluo ’regna in’, ’regna ned på’ och syftar på en bassäng med vatten i atrium, avsedd att samla upp regnvattnet, som kom in genom taköppningen, compluvium.